# Marcin Kłosowski
Marcin Kłosowski (ur. 21 września 1977 w Olsztynie) – były polski piłkarz występujący na pozycji obrońcy. W barwach Stomilu Olsztyn zaliczył 20 występów w ekstraklasie i strzelił jedną bramkę.